# Seaton Ross
Seaton Ross – wieś w Anglii, w hrabstwie East Riding of Yorkshire. Leży 35 km na północny zachód od miasta Hull i 266 km na północ od Londynu. W 2001 miejscowość liczyła 545 mieszkańców.